# Oenoe pumiliella
Oenoe pumiliella är en fjärilsart som beskrevs av Walsingham 1897. Oenoe pumiliella ingår i släktet Oenoe och familjen äkta malar. Inga underarter finns listade i Catalogue of Life.